# Derya Aktop
Derya Aktop (ur. 1 sierpnia 1980) – turecka bokserka, wicemistrzyni Europy (2004), medalistka mistrzostw świata (2002) oraz mistrzostw Unii Europejskiej (2007).

## Kariera
Aktop czterokrotnie reprezentowała Turcję na mistrzostwach świata (2002, 2005, 2006, 2012). Najlepszy rezultat osiągnęła podczas mistrzostw w roku 2002, gdzie zdobyła brązowy medal w kategorii do 45 kg. W półfinale przegrała na punkty (9:26) z reprezentantką Korei Północnej Jang Song-ae.
Sześciokrotnie reprezentowała Turcję na mistrzostwach Europy (2003, 2004, 2005, 2006, 2007, 2009). Najlepszy rezultat osiągnęła podczas mistrzostw w roku 2004, gdzie zdobyła srebrny medal w kategorii do 46 kg. W finale przegrała na punkty (11:28) z reprezentantką Rosji Eleną Sabitową.